# Kasteel Terlaemen

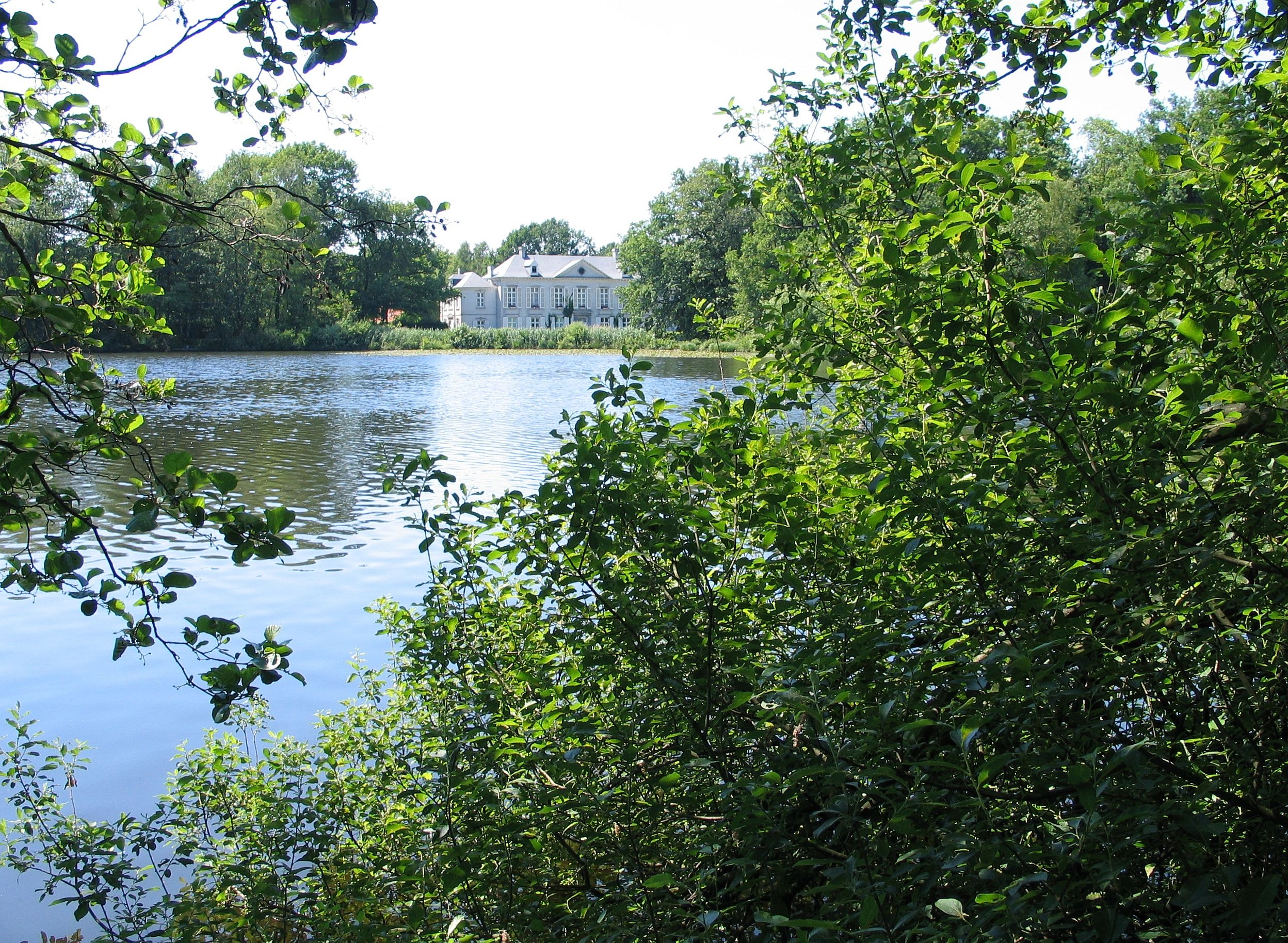
Het kasteel Terlaemen (2006)

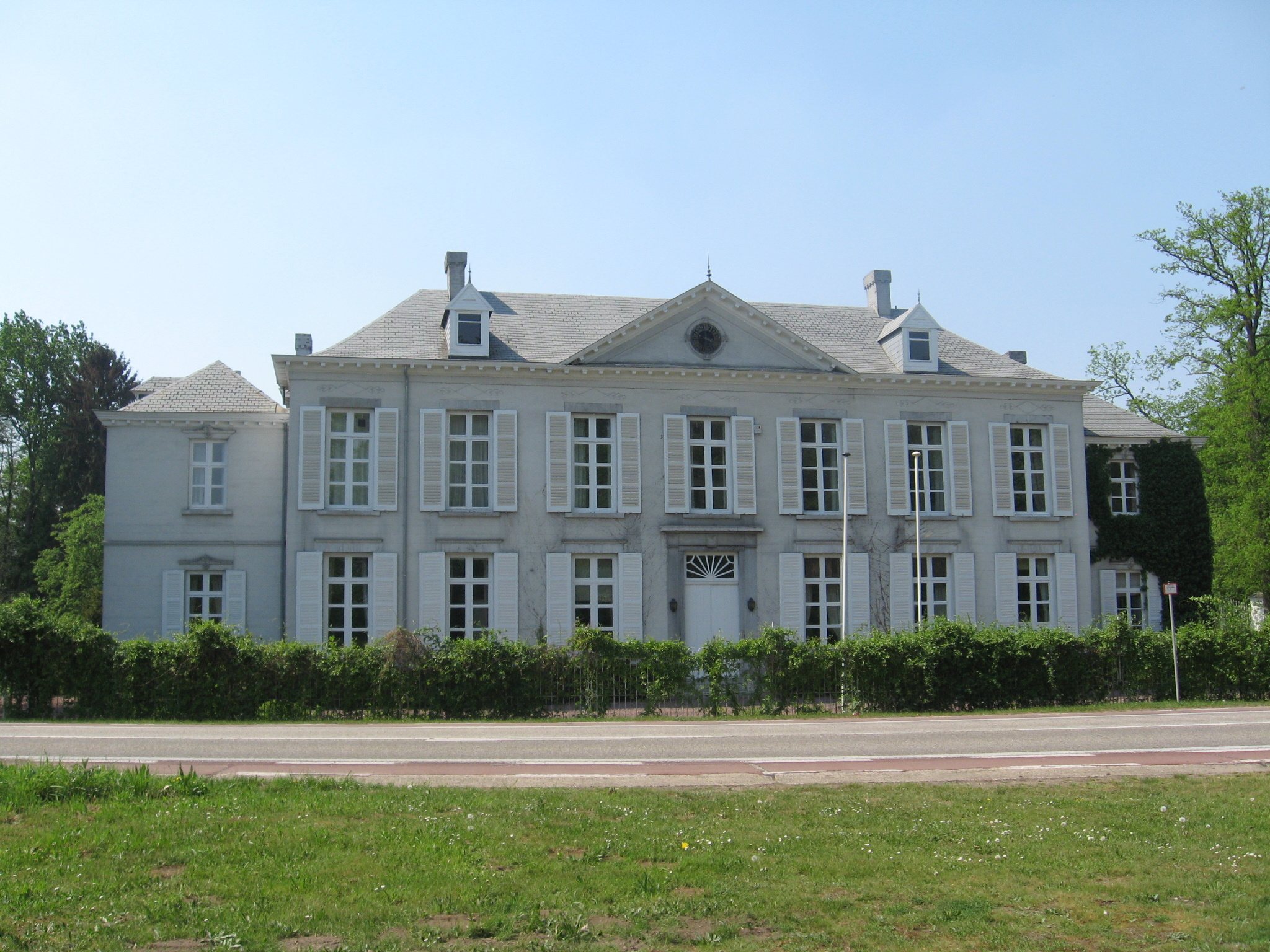
Het kasteel Terlaemen in 2011

Het kasteel Terlaemen ligt in Viversel, een dorp van de Belgische gemeente Heusden-Zolder. Het kasteel is niet open voor publiek en ligt in de nabijheid van het circuit Zolder en de Kluis van Bolderberg.

## Geschiedenis
In 1293 wordt het landgoed Terlaemen voor de eerste keer vermeld. De eigenares was Clara van der Lamen, die na haar huwelijk met Henri Malapart de naam Malapart de Lame aanneemt. In 1330 werd het overgedragen aan Marten van Loon, een bastaardzoon van graaf Arnold V van Loon. Het domein kwam achtereenvolgens in het bezit van de families Steyvoert, de Blocquerie de Terbiest de Terlaemen, van Mombeek en de Borgyhye.
In 1811 verkocht graaf Jean de Borchgrave het kasteel aan de Stevoortse jeneverstoker Laurens Renier Palmers (1765-1839). Palmers en zijn vrouw Maria Theresia de Borman (1779-1844), dochter van de schout van Lummen en burgemeester van Hasselt, waren grootgrondbezitters en tevens eigenaar van het kasteel De Burg en watermolens in Lummen, het kasteel van Stevoort en een tiental boerderijen in Stevoort en een huis op de Houtmarkt in Hasselt. Zijn nakomelingen, beginnend bij zijn kleinzoon Albert Palmers, noemden zich vanaf 1933 Palmers de Terlamen. Albert Palmers was Limburgs provincieraadslid, volksvertegenwoordiger en burgemeester van Stevoort. Hij was een zoon van Louis-Laurent Palmers (1803-1880) en Hortense de Sigers (1822-1872).
In 1992 nam jhr. François de Bellefroid (1925-2015), telg uit het geslacht De Bellefroid d'Oudoumont, zijn intrek in Terlaemen. Hij had het landgoed geërfd van zijn tante, Marie Roberti (1895-1991), weduwe van Antoine Palmers de Terlamen (1896-1974), een zoon van Albert Palmers de Terlamen. Onder zijn impuls werd het landgoed vaker opengesteld aan het publiek of aan gidsen van Limburgs Landschap of Toerisme Heusden-Zolder. Hij overleed in 2015 en was gehuwd met Marie-Françoise Poswick, achterkleindochter van Jules Poswick. Ze bewoonde het kasteel tot aan haar overlijden in 2018.
In 2021 werd het landgoed verkocht. Wie het kasteel bezit is niet bekend. De manège is in privéhanden.

## Domein
Het domein dankt zijn naam aan de Laambeek. Samen met de Echelbeek zorgt ze voor het water voor de twintig viskweekvijvers voor lauw, brasem, drie soorten karpers en voorn waarvoor het kasteel bekend is. Zelfs de tsaren van Rusland waren klanten.
Het kasteeldomein beslaat 142 ha waarvan ongeveer 50 ha worden ingenomen door de vijvers, 2,5 ha door de kasteeltuin en de rest is begroeid met dennen- en loofbomen en heide.
Zoals elders in Midden-Limburg werden Kempense vennen uitgediept, oorspronkelijk om ijzeroer en ijzerzandsteen te delven. Later werden ze gebruikt om vis te kweken. Ze lopen in elkaar over en er zijn sluizen aangelegd om de waterhuishouding te controleren. De vijvers van het domein behoren tot het vijvergebied Midden-Limburg en De Wijers.
Nabijgelegen natuurgebieden zijn de Galgenberg, het Domein Bovy en Bolderberg.

## Afbeeldingen

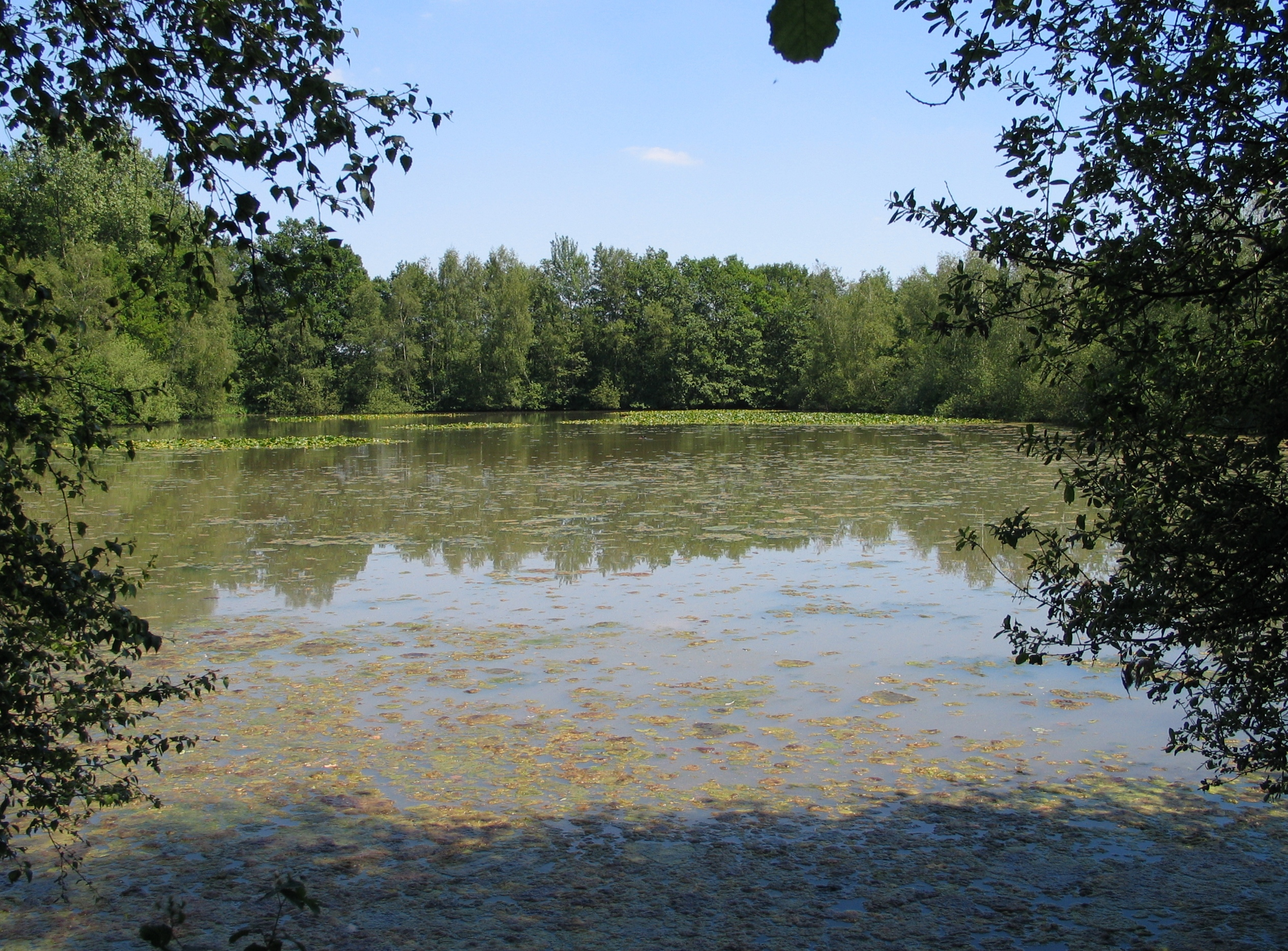
Een kweekvijver op het domein
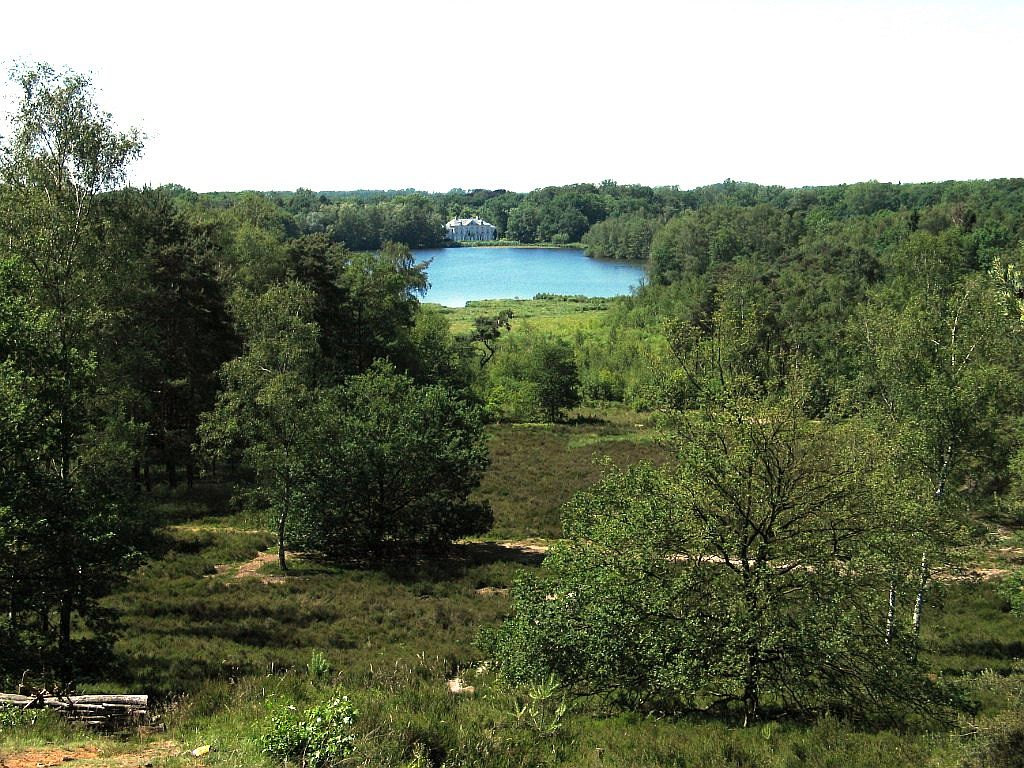
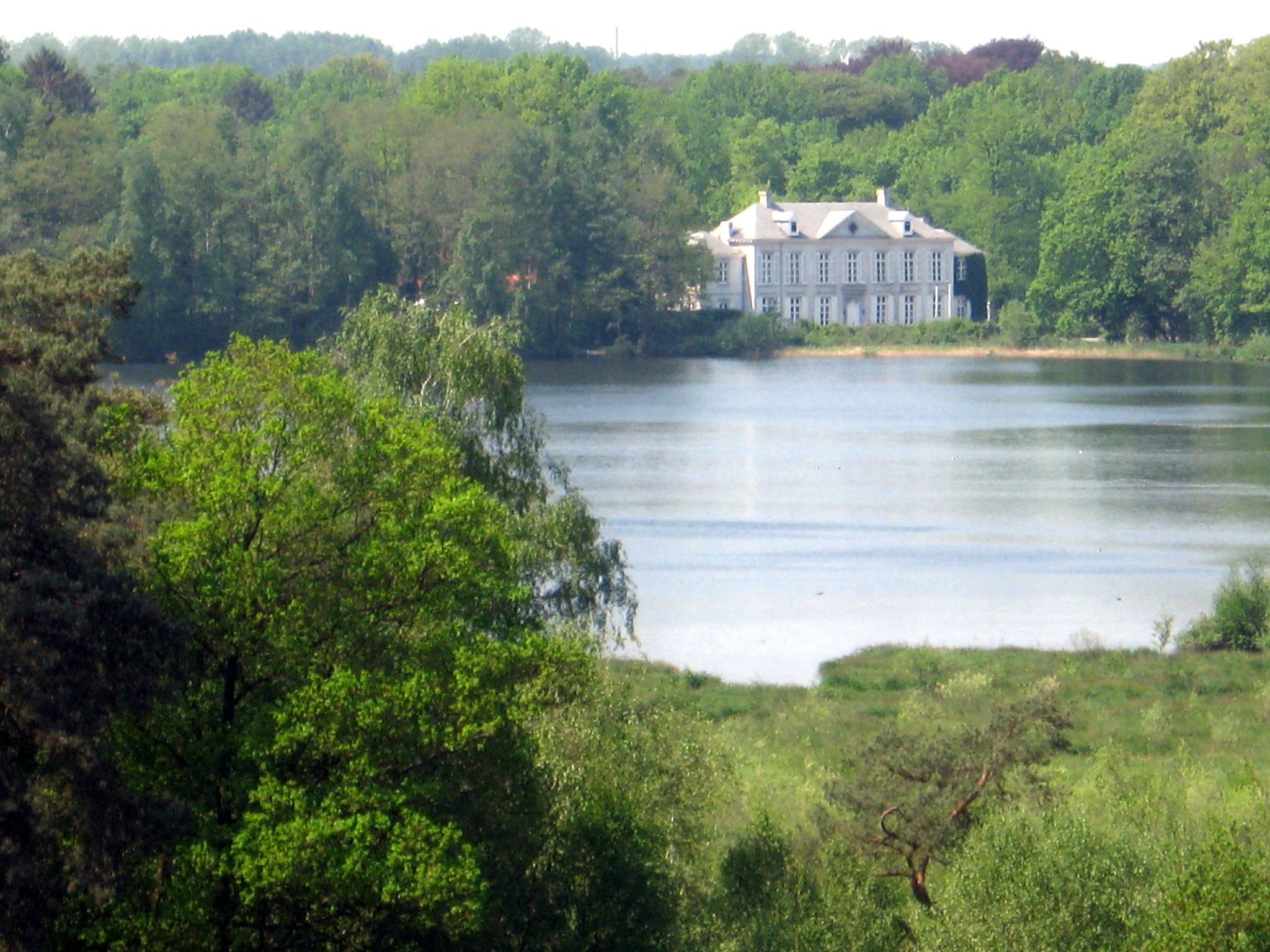